# Manifestations de 2019-2020 en Inde contre l'amendement de la loi sur la citoyenneté
Cette page contient des caractères spéciaux ou non latins. S’ils s’affichent mal (▯, ?, etc.), consultez la page d’aide Unicode.
Des manifestations indiennes contre l'amendement de la loi sur la citoyenneté (en anglais : Citizenship Amendment Act protests ; en hindi : नागरिकता संशोधन अधिनियम का विरोध) ont lieu en Inde du 4 décembre 2019 au 14 mars 2020 en réaction à l'instauration de l'amendement de 2019 de la loi sur la citoyenneté indienne.
La loi provoque une vive polémique du fait des différences de traitement entre les musulmans et les non-musulmans par le gouvernement indien. Elle devrait en effet permettre aux réfugiés issus d'Afghanistan, du Pakistan et du Bangladesh d'obtenir plus facilement la nationalité indienne, les réfugiés musulmans étant en revanche exclus du dispositif.
Les heurts éclatent en particulier dans le nord-est du pays.
Le Premier ministre nationaliste hindou Narendra Modi est accusé par l'opposition de mener une politique hostile envers la population musulmane,.
À partir du 23 février, des groupes de nationalistes hindous armés de sabres, de couteaux, ou encore de pistolets ont attaqué les quartiers à majorité musulmane de New Delhi, faisant 53 morts, des centaines de blessés et de mutilés, et incendiant des milliers de maisons. Le rôle de la police dans ces violences a été dénoncé par les organisations de défenses des droits de l'homme. Amnesty International a ainsi relevé dans un rapport « de graves violations des droits de l’homme », le passage à tabac de manifestants musulmans par les policiers, et la participation de ces derniers aux violences aux côtés des nationalistes hindous.

## Contexte

### Loi sur la Citoyenneté (Amendement) de 2019

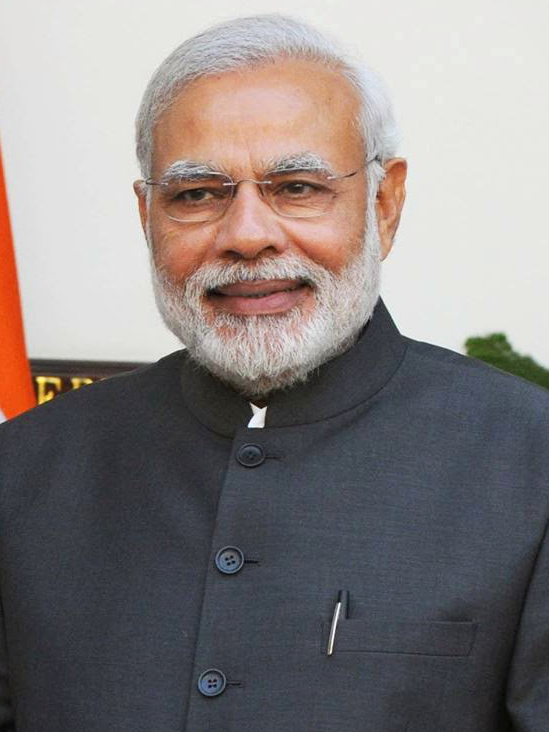
Narendra Modi, Premier ministre depuis 2014

La Loi sur la Citoyenneté (Amendement) de 2019 (Citizenship Amendment Act, 2019, CAA) est une loi du Parlement de l'Inde qui modifie la loi sur la citoyenneté de 1955 pour accorder un cheminement plus rapide vers la citoyenneté indienne sous l'hypothèse de persécution religieuse à toute personne appartenant aux minorités spécifiques des hindous, sikhs, bouddhistes, jaïns, parsis et chrétiens d'Afghanistan, du Bangladesh et du Pakistan, qui sont entrés en Inde au plus tard le 31 décembre 2014. Cependant, la loi ne mentionne pas les musulmans et n'offre pas les mêmes avantages d'éligibilité aux immigrants musulmans. La loi vise également à assouplir l'obligation de résidence en Inde pour la citoyenneté par naturalisation de onze ans à cinq ans pour les migrants couverts par la loi,. Les bénéficiaires immédiats de la nouvelle loi seront 25 447 hindous, 5 807 sikhs, 55 chrétiens, deux bouddhistes et deux parsis.

### Registre national des citoyens
Le Registre national des citoyens (National Register of Citizens, NRC) est un registre de tous les citoyens indiens dont la création est mandatée par la loi sur la citoyenneté de 1955, telle que modifiée en 2003. Il a été mis en œuvre pour l'État d'Assam entre 2013 et 2014. Le gouvernement indien prévoit de le mettre en œuvre pour le reste du pays en 2021.
Après des progrès insatisfaisants sur le processus de mise à jour sur une décennie, la Cour suprême a commencé à diriger et à surveiller le processus en 2013. Le NRC mis à jour pour Assam, publié le 31 août 2019, contenait 31 millions de noms sur 33 millions d'habitants, laissant 1,9 million de candidats. Les 1,9 million d'habitants qui ne figuraient pas sur la liste ont perdu leur nationalité et sont menacés d'expulsion. Beaucoup de personnes touchées étaient des hindous bengalis.
La forte proportion d'hindous (environ les deux tiers) parmi les personnes déchues de leur nationalité a été une surprise pour le gouvernement indien. Ce dernier, qui conduit une politique antimusulmane et nationaliste hindou, a réagi en adoptant la loi sur la nationalité visant à permettre aux hindous de retrouver leur nationalité indienne.
La construction de plus d'une dizaine de camps de détentions est en projet pour rassembler les personnes devenues apatrides. Le Bangladesh voisin, d'où les personnes ayant perdu leur nationalité sont censées être originaires, a indiqué qu'il n'accepterait de recevoir ces « migrants » que si la preuve de leur nationalité bangladaise était apportée. En attendant, les exclus — hommes, femmes et enfants — seront placés en détention provisoire. Pourtant, cette preuve semble dans la plupart des cas impossible à fournir, et les détentions pourraient donc être définitives.
Amit Shah a annoncé vouloir étendre l'exercice du Registre national des citoyens à l'ensemble de l'Inde, avec une date butoir pouvant remonter jusqu'au 26 janvier 1950 (date de l'adoption de la Constitution). L'écrivain Raj Kamal Jha, rédacteur en chef de l'Indian Express, de sensibilité libérale, témoigne de la montée de l'anxiété en Inde : « Dans plusieurs régions du pays, mes correspondants me décrivent comment d'innombrables familles sont en train de rassembler les preuves de leur droit à vivre en Inde. La peur et l'incertitude sont partout palpables. »

### Critiques et réactions
L'Opposition parlementaire a déclaré que le Citizenship Amendment Act porte atteinte à l'identité musulmane en déclarant l'Inde un refuge bienvenu pour toutes les autres communautés religieuses, à l'exception de l'islam, et qu'elle cherche à classer légalement les musulmans comme citoyens de seconde classe en accordant un traitement préférentiel aux autres et viole donc l’article 14 de la Constitution indienne, qui garantit le droit fondamental à l’égalité de tous les citoyens en vertu de la loi,.
Les détracteurs de la loi ont déclaré qu'en raison du Registre national des citoyens (National Register of Citizens, NRC), les musulmans deviendraient apatrides, tandis que la loi sur l'amendement de la citoyenneté pourrait protéger les personnes ayant une identité hindoue, sikh, bouddhiste, jaïne, parsi ou chrétienne comme moyen de leur fournir la citoyenneté indienne si elles ne prouvent pas qu'elles étaient citoyens de l'Inde en vertu des exigences strictes du NRC. Certains critiques affirment qu'il s'agit d'une tentative délibérée de privation des droits et de la ségrégation des musulmans conformément à l'idéologie ethnonationaliste Hindutva du pouvoir Bharatiya Janata Party (BJP),. Le ministre de l'Intérieur Amit Shah avait précédemment fixé un délai pour la mise en place d'un NRC national en déclarant que le registre serait mis en place avant les élections législatives de 2024.
L'adoption de la loi a déclenché des protestations massives en Inde. Des groupes musulmans et laïcs ont protesté, alléguant que la loi équivaut à une discrimination religieuse parrainée par l'État. Un grand nombre de personnes en Assam et dans d'autres États du nord-est ont protesté contre le projet de loi, craignant que les immigrants illégaux non musulmans présents dans les États ne soient autorisés à rester et que le projet de loi puisse enhardir une nouvelle augmentation. l'immigration clandestine, affectant négativement la culture et la société de la région, et potentiellement l'escalade de la violence et des tensions sectaires,. Après l'adoption de la loi, les manifestations dans la région sont devenues violentes avec plus de trois mille manifestants arrêtés le 17 décembre 2019, et certains organes de presse ont qualifié ces manifestations d'émeutes.
L'adoption de la loi a déclenché une énorme masse. La loi viole directement les articles 5 et 6 de l'accord Assam de 1985. La loi a été critiquée par diverses ONG, associations étudiantes et organisations libérales, progressistes et socialistes à travers le pays, le Congrès national indien et d'autres grands partis politiques annonçant leur ferme opposition. Les États du Madhya Pradesh, du Chhattisgarh, du Bengale-Occidental, du Pendjab, du Kerala, du Rajasthan et du territoire de l'Union de Pondichéry ont refusé de l'appliquer. Les États du Bengale occidental et du Kerala ont également suspendu toutes les activités liées à la préparation et à la mise à jour du registre national de la population qui est nécessaire pour le recensement ainsi que la mise en œuvre du registre national des citoyens. Bien que certains États se soient opposés à la loi, le ministère de l'Intérieur a précisé que les États n'avaient pas le pouvoir légal d'arrêter la mise en œuvre de la CAA. Le Ministère a déclaré que « la nouvelle législation a été promulguée en vertu de la Liste des syndicats du 7e annexe de la Constitution ». Les États n'ont pas le pouvoir de la rejeter". La Ligue musulmane de l'Union indienne a également demandé à la Cour suprême de l'Inde d'annuler le projet de loi comme étant illégal et inconstitutionnel.
Des inquiétudes ont également été exprimées concernant l'exclusion de plusieurs pays non musulmans de l'Inde de la loi, tels que le Sri Lanka, à propos desquels Shiv Sena et plusieurs personnalités religieuses se sont querellés au sujet du statut de citoyenneté des hindous de langue tamoule qui ont été autorisés à légalement s'installer dans l'État indien du Tamil Nadu en raison de la discrimination subie auparavant au Sri Lanka, au Népal et au Bhoutan, ce dernier étant accusé de discrimination contre les hindous par le biais d'une société exclusivement bouddhiste. Les réfugiés tibétains en provenance de Chine sont également exclus du projet de loi en dépit d'être une minorité persécutée et de ne pas pouvoir acquérir la nationalité indienne,. Le Akal Takht, le siège temporel le plus élevé parmi les Sikhs a appelé à l'inclusion de l'identité musulmane dans la loi.

## Les participants

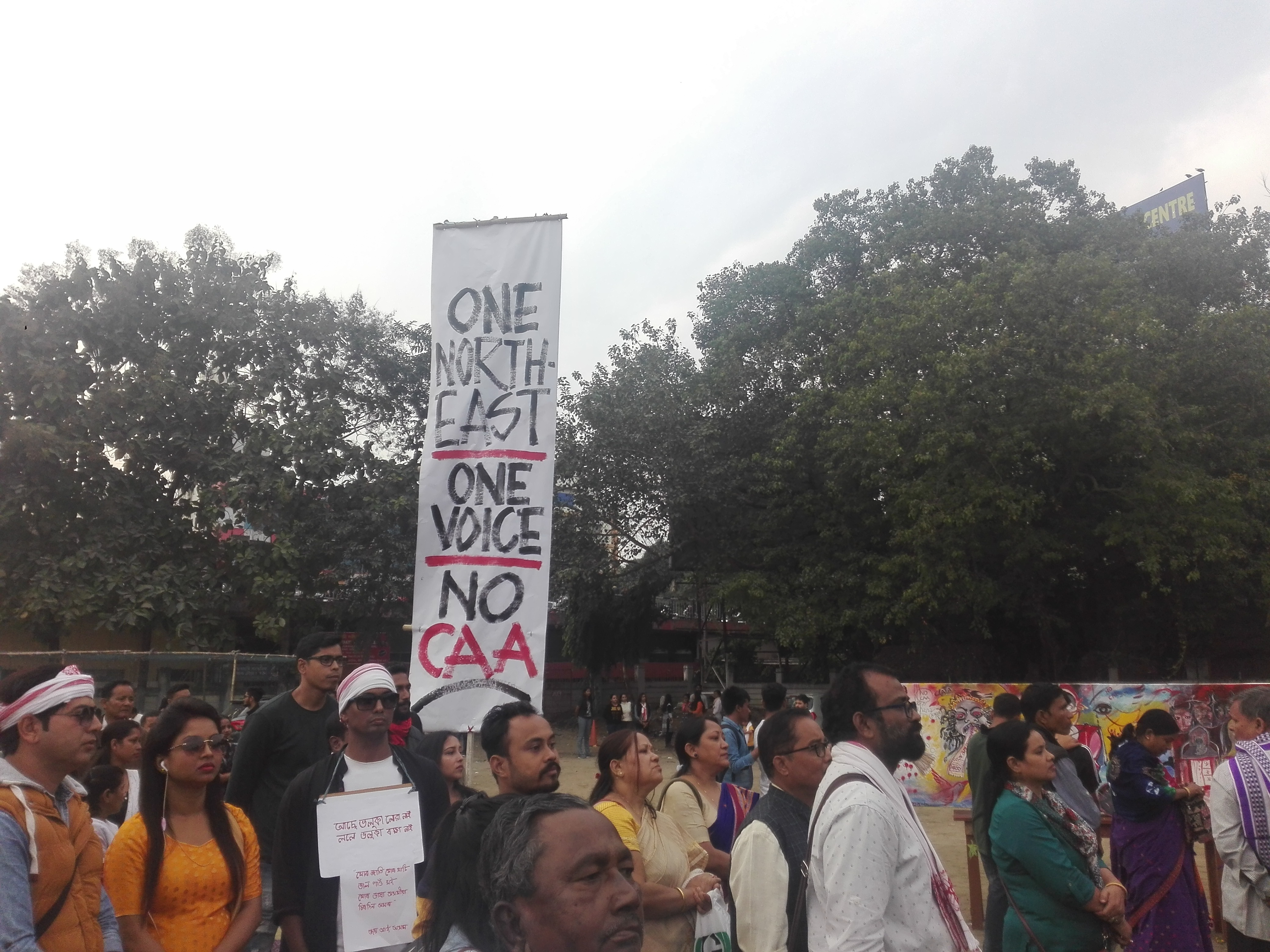
Manifestants contre CAA/NRC à Guwahati, Assam

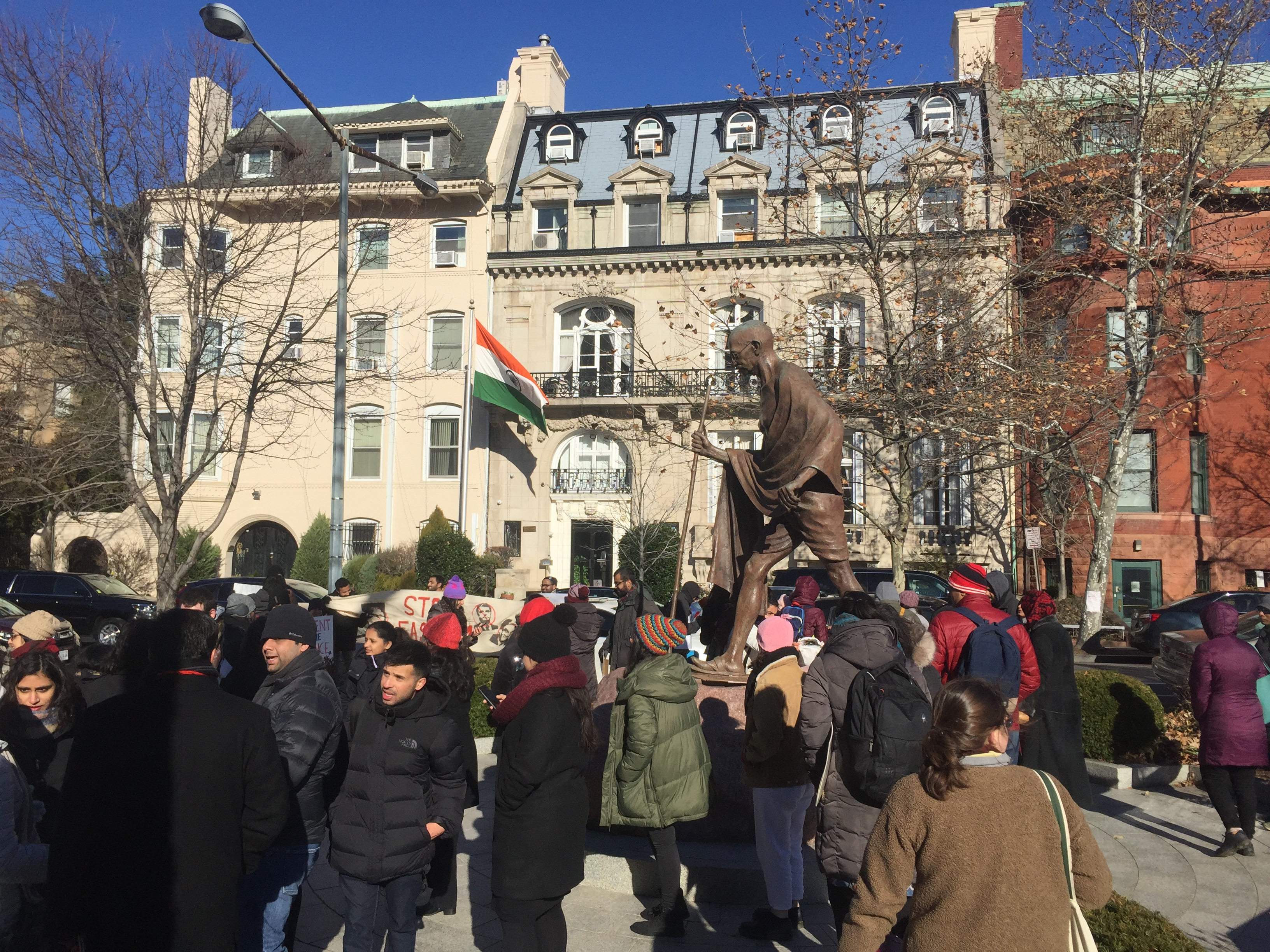
Manifestants indiens-américains contre CAA/NRC à Mahatma Gandhi Memorial devant l'ambassade indienne à Washington DC.

La CAA, même au stade de sa proposition, avait été controversée et avait fait face à de graves protestations de la société civile, de l'intelligentsia, des tenues politiques locales et des étudiants. La résistance initiale a été offerte par le All Assam Students Union (AASU), une organisation étudiante, mieux connue pour l'agitation du Mouvement Assam contre les immigrants illégaux du Bangladesh dans les années 1970 et 1980. L'organisation protestait activement contre la CAA depuis le 4 décembre, alors qu'il s'agissait encore d'un projet de loi. Le 12 décembre, des étudiants d'au moins 50 collèges et universités du pays étaient descendus dans la rue pour protester contre l'adoption de la loi. Cependant, la vague de manifestations étudiantes a fait boule de neige en un mouvement pan-indien à la fin du 15 décembre à la suite de ce qui s'est produit lors d'une manifestation organisée par des étudiants de l'Université Jamia Millia Islamia (JMI) de New Delhi,.

### Organisations étudiantes

#### Protester

##### Assam
- All Assam Students Union (en)
- Asom Jatiyatabadi Yuba Chatra Parishad

##### National
- Fédération des étudiants de l'Inde (en anglais : All India Students Union)[59]
- Chhatra Bharati[60]
- Pinjra Tod[61]
- Étudiants pour la société (en anglais : Students For Society)[62]
- Association des étudiants d'Ambedkar (en anglais : Ambedkar Students' Association)[62]
- Fédération des étudiants de l'Inde (en anglais : Students Federation of India) (affiliée au Parti communiste d'Inde (marxiste))[63]
- Fédération de la jeunesse démocratique de l'Inde (en anglais : Democratic Youth Federation of India) (branche jeunesse du Parti communiste d'Inde (marxiste))[64]
- Union nationale des étudiants de l'Inde (en anglais : National Students' Union of India) (aile jeunesse du Congrès national indien)[65]
- All India Students Association (aile étudiante du Parti communiste d'Inde (libération marxiste-léniniste))[66]
- All India Democratic Students Organisation[65]

#### Pro-gouvernement
- Akhil Bharatiya Vidyarthi Parishad (aile étudiante du Bharatiya Janata Party)[65]

### Partis politiques

#### opposés à la CAA
- Parti communiste d'Inde (marxiste)
- Parti communiste d'Inde
- Congrès national indien
- Dravida Munnetra Kazhagam
- All India Trinamool Congress
- Samajwadi Party
- Rashtriya Lok Dal
- Indian Union Muslim League
- Parti du congrès nationaliste

#### favorables à la CAA
- Bharatiya Janata Party

### Autres organisations
- Rashtriya Swayamsevak Sangh[67]
- Vishva Hindu Parishad[68]
- Bajrang Dal[68]
- Akhil Bharatiya Vidyarthi Parishad

## Méthodes
Les manifestants ont utilisé diverses méthodes, notamment des manifestations, des grèves de la faim, satyagraha, hartal et le hacktivisme.

### Poèmes et slogans
Les manifestants ont utilisé plusieurs slogans et poèmes pendant les manifestations. Le célèbre Ghazal du parolier et poète ourdou Rahat Indori « Sabhi ka khoon hai shaamil yahan ki mitti mein; kisi ke baap ka Hindustan thodi hai » (« Cette terre a vu des sacrifices de tous ; Hindustan n'est la propriété de personne ») résonne tout au long de la manifestation Poèmes révolutionnaires de Pash comme Main ghas hoon, main aapke kiye dhare Ppar ugh ayunga (« Je suis de l'herbe, je vais me lever partout. »), le poème du parolier et écrivain Varun Grover comme « Tanashah aakar jayenge, hum kagaz nahi dikhayenge » (« Les dictateurs vont et viennent mais nous ne montrerons pas nos documents »),, मैं इंकार करता हूँ।, Main inkaar karata hoon (« Je refuse ») écrit par le chanteur Aamir Aziz et le poème populaire मैं हिंदुस्तानी मुसलमान हूँ Main hindustani musalmaan hoon (« Je suis un musulman indien ») par le poète indien Hussain Haidry a été utilisé pendant la protestation. Avec des poèmes, le célèbre révolutionnaire आजादी! (« Liberté ! »). Le slogan des étudiants du JNU a été largement utilisé tout au long de la manifestation dans tout le pays et à l'étranger,.
Des slogans, poèmes et chansons utilisés pendant le mouvement pour l'indépendance de l'Inde comme Inquilab Zindabad (« Vive la révolution ! ») du combattant de la liberté indien Hasrat Mohani, « सरफ़रोशी की तमन्ना, अब हमारे दिल में है; आइए देखें कि दुश्मन के पास कितना बल है », Sarfaroshi Ki Tamanna aab haamare aneth mein hai; dekhna hai zor kitna baazu-e-qatil mein hai (« Le désir de révolution est dans notre cœur ; voyons combien de force l'ennemi a ») écrit par Bismil Azimabadi qui a ensuite été popularisé par le martyr Bhagat Singh, Ashfaqulla Khan, Chandrashekhar Azad et Ram Prasad Bismil ont été utilisés comme résistance vocale principale pendant la manifestation,. Les manifestants ont utilisé la poésie écrite par des poètes tels que Faiz Ahmed Faiz et Habib Jalib, tous deux considérés comme des symboles de résistance contre les dictatures militaires et l'oppression de l'État au Pakistan. Des poèmes tels queہم دیکھیں گے, Ham dekhenge (« Nous verrons ») écrits par Faiz et مجھے نہیں معلوم میں نہیں کرتا, Main nahin jaanata, main nahin maanata (« Je ne reconnais pas, je n'accepterai pas ») écrits par Jalib ont inspiré des manifestations à grande échelle sous forme de bannières et de récitations. سارا ہندوستان ہندوستان سے بہتر ہے Saare jahaan se achchha Hindustaan hamaara" (« Mieux que le monde entier est notre Hindustan ») du poète ourdou Mohamed Iqbal a été récité lors des manifestations.
Outre la littérature hindi et ourdou, des poèmes et des slogans anglais sont également utilisés pour protester. Parmi eux, un tel monologue dramatique par un professeur nommé Ajmal Khan, « Write me down!, I am an Indian / This is my land, If I have born here, I will die here / There for, Write it down! Clearly In bold and capital letters, On the top of your NRC, that I am an Indian! » (Notez-le ! Je suis indien / Ceci est ma terre, si je suis né ici, je mourrai ici / Là, écrivez-le ! Clairement en gras et majuscules, au sommet de votre NRC, que je suis indien ! »), improvisé à partir de la chanson Write Down de Mahmoud Darwich, interroge la laïcité de la loi et le gouvernement. Le poème a fortement exhorté à ne pas remettre en question l'identité et le patriotisme des musulmans indiens, des tribus, des pauvres, des paysans sans terre, des Dalits et remet en question les actions du BJP dans le pays. Des pancartes en anglais comme « Modi-Shah, You Gave Me Depression » (« Modi-Shah, tu m'as donné la dépression »), « Rise Against Fascism » (« Soulevez-vous contre le fascisme »), « Don't be dead inside for democracy » (« Ne soyez pas mort à l'intérieur pour la démocratie »), « Fascism, downm down » (« À bas le fascisme »), « I'll show you my documents, if you show your degree » (« Je vous montrerai mes documents, si vous montrez votre diplôme ») ont été utilisés contre le CAA-NRC et le gouvernement.

### Art
Divers artistes ont créé des bandes dessinées, des illustrations et des affiches contre la CAA et le NRC, Plusieurs caricaturistes politiques ont créé des pièces couvrant les manifestations.
Un groupe de militants de Chennai a dessiné des kolams – motifs géométriques dessinés au sol avec de la farine de riz ou de la craie – critiquant la CAA et le NRC,.
Cette nouvelle protestation a ensuite été officiellement soutenue par le parti d'opposition DMK À la suite des manifestations de kolam au Tamil Nadu, des manifestants anti-CAA du Bengale occidental ont également commencé à dessiner des kolams, appelés alpana ou rangoli au Bengale.

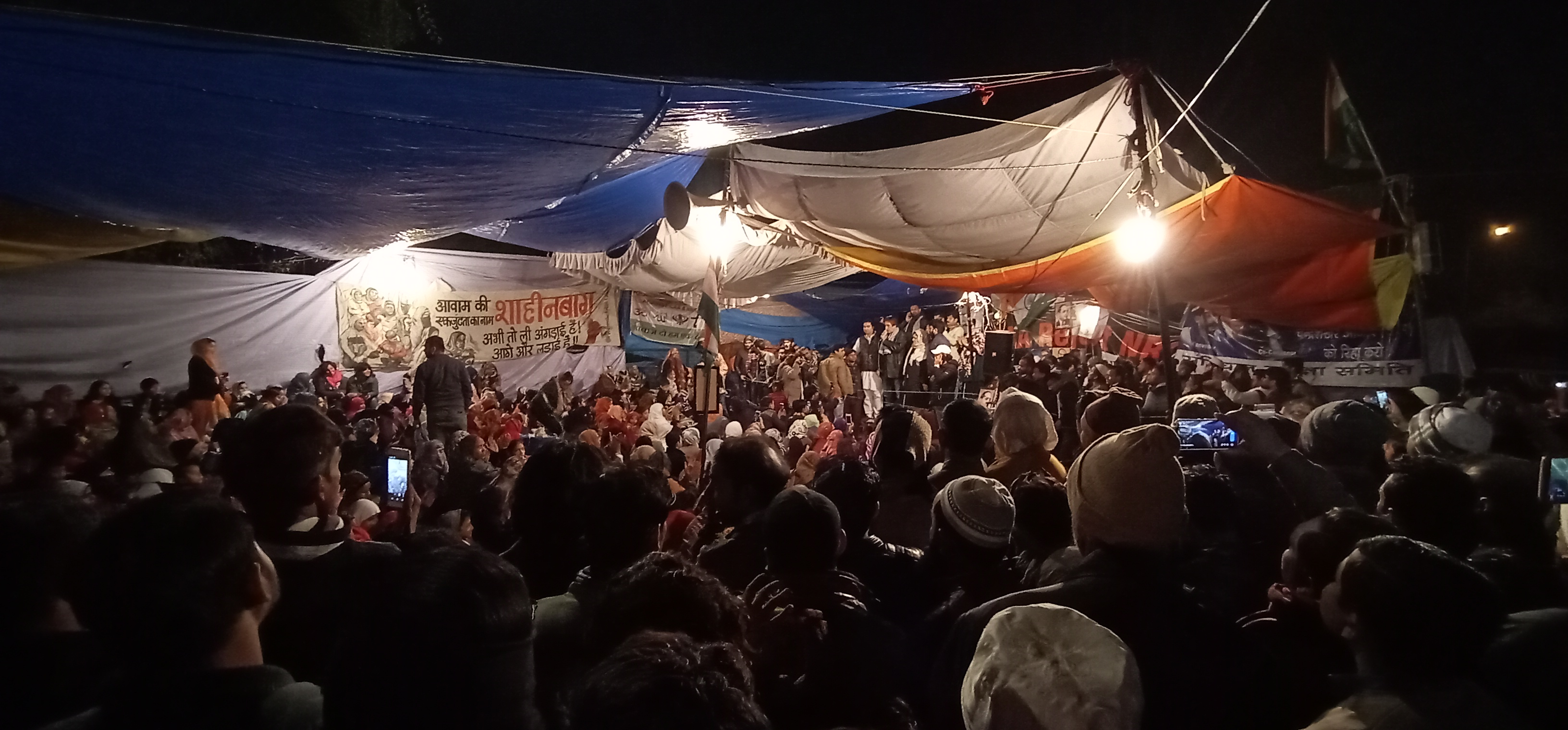
Manifestation à Shaheen Bagh le 4 janvier 2020.
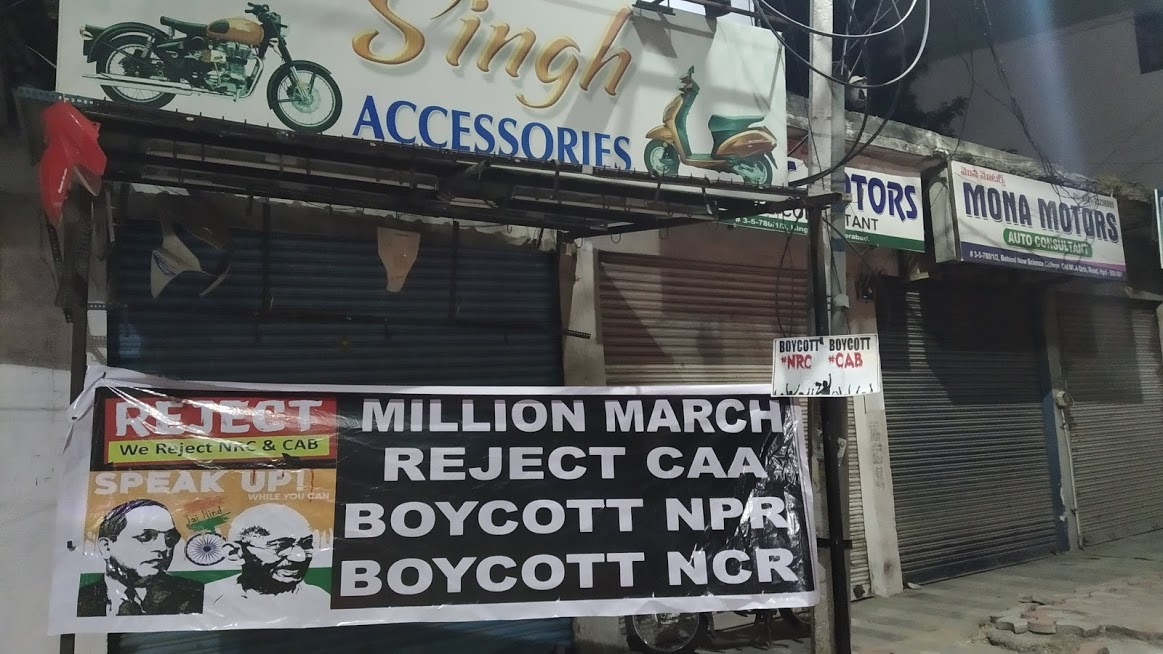
Affiche contre le Citizenship Amendment Act à Hyderabad.
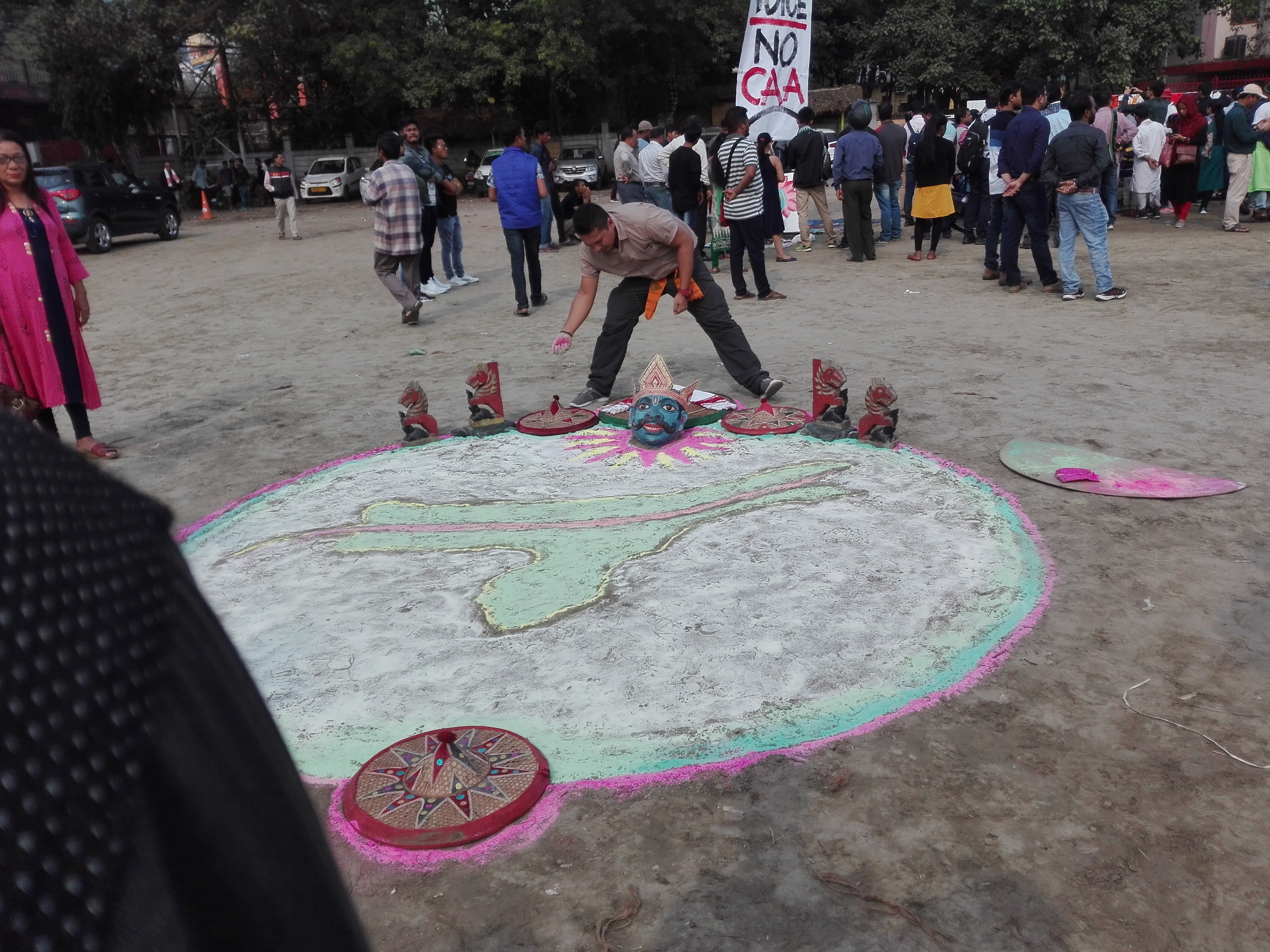
Un art Rangoli créé à Chandmari, Guwahati.
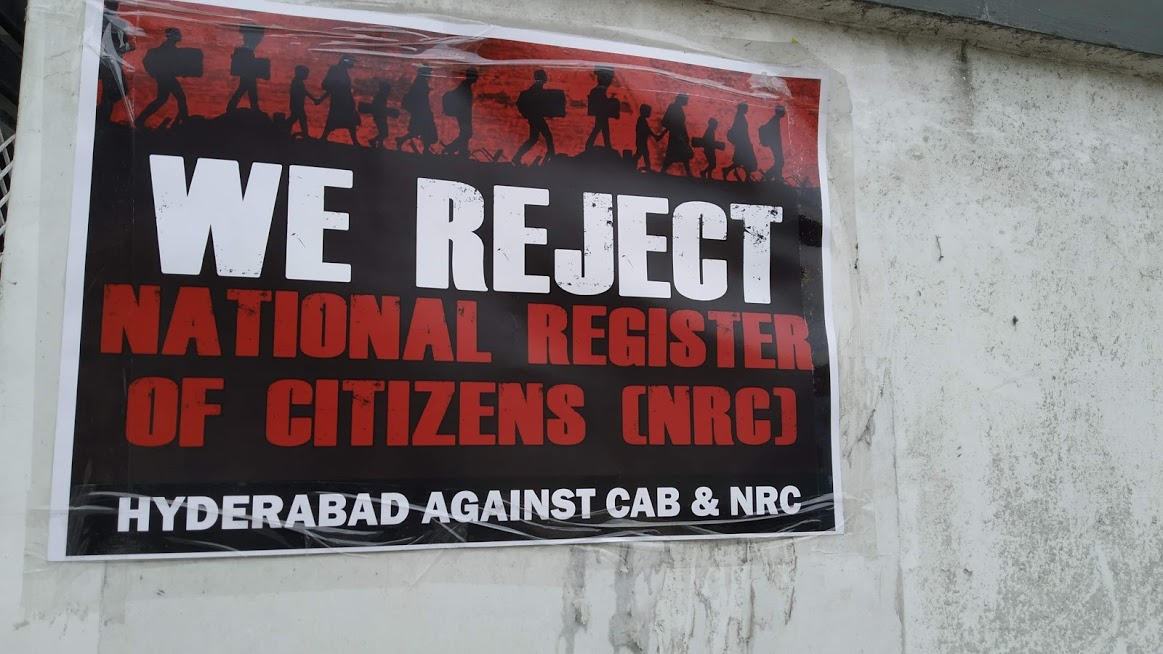
Affiche de manifestatio initiale contre le projet de loi sur l'amendement de la citoyenneté à Hyderabad en novembre 2019.

## Répression
Selon Le Monde, « Tout au long des manifestations, le gouvernement n’avait jamais cherché à calmer le jeu, attisant au contraire les tensions en jouant une stratégie du pourrissement et de la provocation permanente. »

### Affrontements à Delhi en février
À partir du 23 février, des militants du parti d’extrême droite Rashtriya Swayamsevak Sangh (RSS) ont mené de violentes actions de représailles contre des manifestants et des musulmans. Sur les réseaux sociaux, des actes de torture, des incendies, et divers agressions ont été filmés. Certaines vidéos témoignent d'une complicité de la police. Sur l'une d'elles, postée le 25 février, dans laquelle des musulmans blessés sont allongés au sol, des policiers les moquent et rient, leur donnant des coups de bâtons et leur demandant de chanter l’hymne national. Dans une autre vidéo, montrant des membres du RSS incendier le soir du 25 février un marché, au nord de la ville, les agents de police présents sur les lieux restent impassibles. Sur d’autres images, des policiers détruisent eux-mêmes des caméras de surveillance. Ces affrontements ont fait, entre le 23 et le 28 février, 42 morts et plus de 200 blessés.

### Répression des universités

#### Université Jamia Millia Islamia
Le 13 décembre 2019, les étudiants de l'Université Jamia Millia Islamia ont entamé une marche vers le Parlement pour protester contre la CAA. Ils ont été empêchés d'aller de l'avant par la police qui a utilisé des matraques et des gaz lacrymogènes pour disperser les manifestants, ce qui a provoqué des affrontements avec eux. Cinquante étudiants ont été arrêtés par la police après les affrontements. Selon les étudiants, la police a attaqué les manifestants pacifiques avec des pierres et des bâtons, au cours desquels plusieurs étudiants ont été blessés. Les étudiants ont ensuite riposté avec les pierres et des affrontements ont suivi. La police a nié les allégations affirmant qu'après que les manifestants eurent été empêchés de poursuivre leur marche, ils avaient d'abord attaqué les policiers avec des pierres. La police a ensuite utilisé du gaz lacrymogène pour les disperser.
Le matin du 15 décembre 2019, plus de deux mille étudiants de Jamia se sont joints aux manifestations contre la CAA à Delhi. Jamia Millia Student Body et Jamia Millia Islamia Teacher’s Association (JTA) ont condamné la violence qui s’est produite le même jour à Delhi et a déclaré qu’aucun élève ou enseignant n’était impliqué dans la violence.
À 18h46 heure locale (14h16 HNEC) le 15 décembre 2019, des centaines de policiers sont entrés de force dans le campus de Jamia, sans l'autorisation des autorités du collège. La police a utilisé des matraques et des gaz lacrymogènes sur les étudiants. Près d'une centaine d'étudiants ont été arrêtés par la police de Delhi et libérés à 3h30 heure locale le 16 décembre (23h00 HNEC le 15 décembre). Les images des étudiants traînés et agressés par la police ont été diffusées par les chaînes d'information. Des étudiants de tout Delhi se sont joints à l'agitation. Deux cents personnes ont été blessées et ont été admis à l'AIIMS (All India Institute of Medical Sciences) et au Holy Family Hospital (Hôpital de la Sainte Famille).
L'université a été fermée jusqu'au 5 janvier 2020 et les résidents ont été invités à quitter le campus.
Réponse
La violence policière a été fortement critiquée par le cinéaste Anurag Kashyap, l'acteur John Cusack et Rajkummar Rao ont condamné la violence policière, Cusack la référant au fascisme et Kashyap appelant le gouvernement à être "clairement fasciste",. L'actrice Swara Bhaskar a salué les manifestants des étudiants pour avoir élevé leur voix contre le communalisme et a qualifié l'action policière de dictatoriale, brutale, choquante et honteuse. Elle a également demandé si ce sont les policiers et non les manifestants qui ont saccagé les biens à Delhi et à Aligarh.
Amnesty International India a critiqué la police pour la violence contre les étudiants de Jamia et de l'Université d'Aligarh et a déclaré que les allégations de violences policières et de harcèlement sexuel contre les étudiants devraient faire l'objet d'une enquête et que les coupables devraient être punis. Défendant le droit des étudiants de manifester, son directeur a déclaré que l'arrestation des manifestants violait les obligations de l'Inde en vertu des articles 19 et 21 du Pacte international relatif aux droits civils et politiques (PIDCP), de respecter et de protéger le droit à la liberté d'expression et de réunion pacifique.

#### Université Jawaharlal Nehru

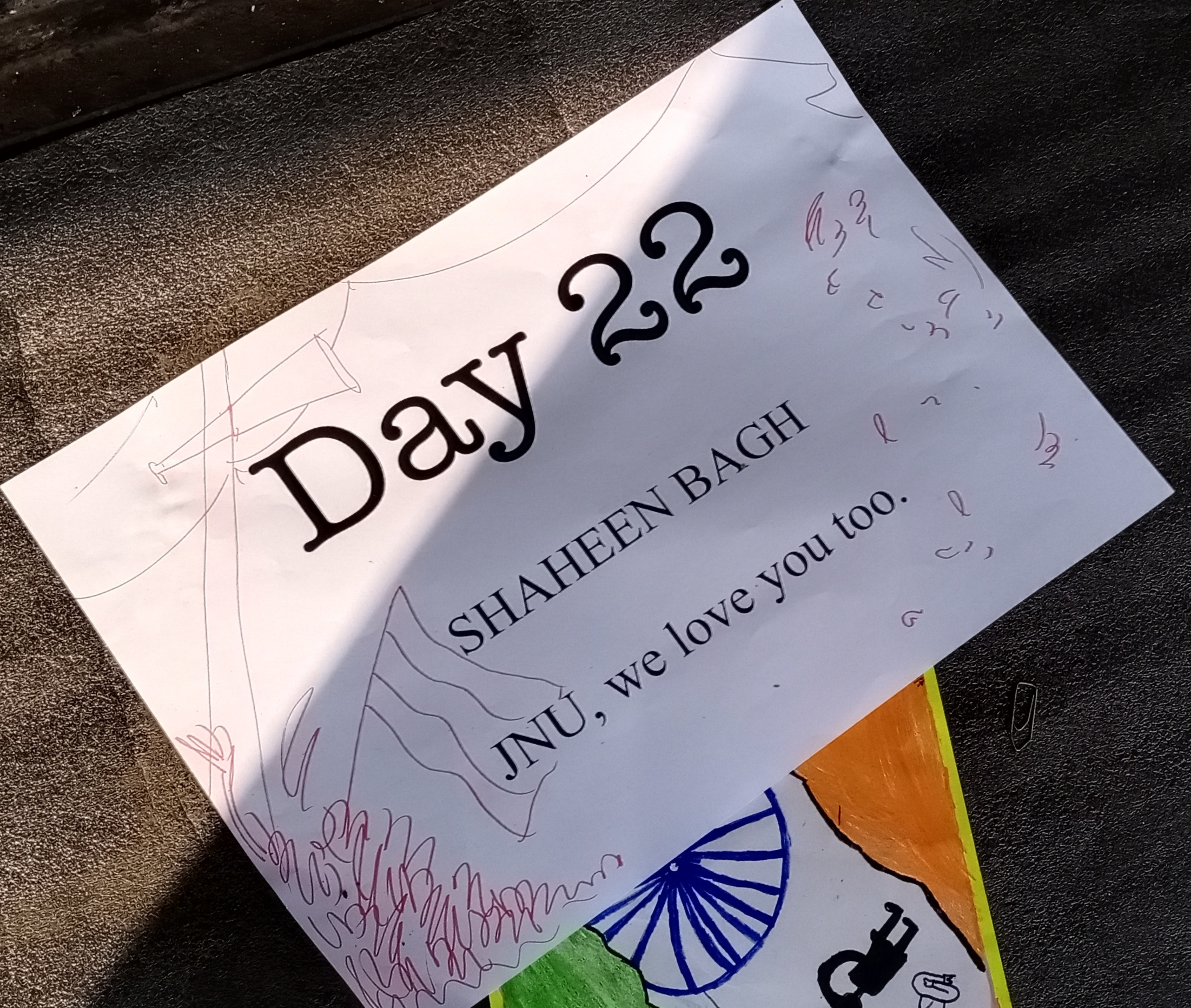
Une pancarte en solidarité avec les étudiants du JNU à Shaheen Bagh.

Le 5 janvier 2020, à 18 h 30 heure locale, une foule masquée composée de plus de cinquante personnes armés de tiges et de bâtons ont attaqué le campus de l'université Jawaharlal-Nehru, New Delhi et a blessé plus de quarante-deux étudiants et enseignants,. Une trentaine d'élèves membres des groupes de gauche ont été blessés ainsi que 12 enseignants. Les élèves ont quitté accusé les membres de la branche étudiante du BJP, Akhil Bharatiya Vidyarthi Parishad d'orchestrer les attaques, alors qu'ABVP a accusé la « gauche ». Des professeurs qui ont tenté d'intervenir et de sauver les étudiants ont également été attaqués. Les policiers à l'intérieur du campus n'auraient rien fait pour arrêter la foule,.
Des étudiants de Mumbai ont lancé tard dans la nuit une manifestation appelée Occupy Gateway pour protester contre l'agression. En réaction à l'agression, des manifestations ont eu lieu dans tout le pays et dans plusieurs villes.

#### Université Nadwa
Le 16 décembre 2019, environ 300 étudiants de Darul Uloom Nadwatul Ulama (ar) (université Nadwa) de Lucknow avaient prévu une marche pacifique de manifestation contre la CAA et en solidarité avec les étudiants de l'AMU. La police a empêché les étudiants de tenir la marche et les a forcés à retourner dans les locaux du campus. La police a verrouillé les portes du campus de l'extérieur et l'a gardé avec un déploiement intensif de policiers pour empêcher les étudiants de sortir du campus et d'entreprendre la marche prévue. Un affrontement entre la police et les étudiants enfermés à l'intérieur du campus s'est ensuivi et a impliqué écorchage de pierre des deux côtés. Les policiers ont été vus frapper les étudiants avec des bâtons, comme dans la séquence vidéo de l'incident diffusée sur les chaînes d'information.
Environ 15 à 20 étudiants ont été blessés. 30 étudiants ont été inculpés par la police pour tentative de meurtre, d'émeute, etc. La police a accusé les étudiants de bloquer la route et de se livrer à des violences en lançant des pierres. Alors que les étudiants ont affirmé que la police avait attaqué les étudiants non armés qui organisaient une manifestation pacifique. L'élève a déclaré qu'il n'avait été impliqué dans aucune violence et qu'il n'avait bloqué aucune route et pourtant, il avait été inculpé de matraques. Après l'incident, le collège a été fermé jusqu'au 5 janvier 2020 et les étudiants ont été invités à quitter le campus.

#### Université musulmane d'Aligarh
Le 15 décembre, des manifestations contre la CAA ont eu lieu à l'extérieur du campus de l'Université musulmane d'Aligarh. Le soir du 15 décembre, des policiers sont entrés de force dans le campus de l'Université et ont agressé les étudiants. Au moins 60 étudiants ont été blessés, dont le président de l'Union des étudiants. L'accès à Internet était restreint dans la région par l'administration du district. L'université a été fermée du 15 décembre 2019 au 5 janvier 2020. Un rapport de trois militants-avocats a allégué que la police avait eu recours à des «obus de déception», tirant des explosifs camouflés en obus lacrymogènes lors de la répression. Dans la soirée du 17 décembre, la police a libéré 26 personnes (dont 8 étudiants) sous caution personnelle. Ils avaient été arrêtés pour violence.
Le 19 décembre, l'équipe d'enquête de Union populaire pour les droits démocratiques (People's Union for Democratic Rights) composée d'activistes Yogendra Yadav, Harsh Mander et Kavita Krishnan a publié un rapport sur la répression policière à Aligarh Université musulmane. Le rapport alléguait que la police avait qualifié les étudiants de terroristes et avait utilisé des slogans religieux tels que Jai Shri Ram (Victoire à Lord Rama). Le rapport a également accusé la police d'avoir violé les protocoles du campus. Il a ajouté qu'aucune blessure par balle n'a été signalée. Le rapport a été préparé après avoir visité le campus, sur la base des clips vidéo et audio de l'incident, des déclarations des étudiants blessés et des témoins.

## Conséquences
Alors que la manifestation est devenue violente, les autorités de l'Université de Gauhati, de l'Université de Dibrugarh et de l'Université de Coton ont reporté tous les examens semestriels prévus jusqu'au 16 décembre 2019. Le sommet Inde-Japon à Guwahati, auquel devait participer le Premier ministre japonais Shinzō Abe, a été annulé,. Le Canada, la France, Israël, les États-Unis et le Royaume-Uni ont émis des avis de voyage pour les ressortissants se rendant dans le nord-est de l'Inde,.

### Transport
Plusieurs trains et au moins 700 vols ont été retardés et plus de 20 annulés à la suite de la manifestation,. Il a été signalé que les Indian Railways ont subi des dommages matériels d'une valeur de 85 crore en raison des manifestations.
Le 20 décembre, la Kerala State Road Transport Corporation a suspendu tous les services de bus vers Mangalore, tandis que de nombreux bus de la Karnataka State Road Transport Corporation ont été bloqués au Kerala.

### Communication
Le gouvernement a imposé coupures Internet dans les États de Assam et Tripura, cinq districts du Bengale-Occidental, Bhopal, Dakshina Kannada et des parties de Delhi.
L'internet mobile et les services SMS ont été suspendus à plusieurs endroits dans Uttar Pradesh tels que Lucknow, Ghaziabad, Bareli, Meerut et Prayagraj.

## Réactions

### Retour des prix et distinctions
- Mujtaba Hussain a décidé de rendre son Padma Shri et a affirmé que la démocratie indienne était devenue « une plaisanterie »[124],[125].
- Film malayalam intitulé Sudani du Nigeria, les équipes ont décidé de boycotter la fonction de remise des prix nationaux contre NRC, manifestation de la CAA qui a remporté le prix national du meilleur film malayalam au 66e National Film Awards[126].
- Shirin Dalvi a décidé de retourner Maharashtra Rajya Sahitya Akademi Award[127],[128].
- Yaqoob Yawar a annoncé qu'il rendrait le Uttar Pradesh State Urdu Academy Award pour la traduction[127],[128].
- Supriyo Sen a décidé de ne pas assister à la cérémonie de remise du National Film Awards[129].
- Vasanth Bannadi a décidé de retourner Nataka Academy Award qu'il a reçu de Karnataka Nataka Academy[130].

### Autres pays et organisations

#### Pays individuels
Bangladesh : Le ministre des Affaires étrangères du Bangladesh AK Abdul Momen a déclaré que le projet de loi sur la citoyenneté (amendement) pourrait affaiblir le caractère historique de l'Inde en tant que nation laïque et a rejeté les allégations selon lesquelles les minorités sont confrontées à des persécutions religieuses en son pays.
 Chine : Le Quotidien du peuple, un journal officiel du Comité central du Parti communiste chinois, a justifié les restrictions d'Internet en citant les fermetures d'Internet en Inde. Le journal a déclaré que l'Inde n'avait pas hésité à fermer Internet dans ses deux États lorsqu'il y avait une menace importante pour sa sécurité nationale ; selon un article dans The Times of India, les militants ont décrit la justification comme créant un dangereux précédent pour la liberté d'Internet,.
 États-Unis : La Commission des États-Unis sur la liberté religieuse internationale (USCIRF) a exprimé sa préoccupation concernant la loi et envisagé de recommander des sanctions contre le ministre de l'Intérieur Amit Shah et d'autres hauts dirigeants.
 Koweït : Dans une déclaration lors de la session de Assemblée nationale au Koweït, un groupe de législateurs a exprimé sa préoccupation concernant la situation actuelle en Inde.
 Malaisie : Le Premier ministre malaisien Mahathir Mohamad a déclaré : « Déjà des gens meurent à cause de cette loi, alors pourquoi est-il nécessaire de faire cette chose ? »
 Pakistan : Le Premier ministre du Pakistan Imran Khan a déclaré que « les politiques du gouvernement Modi peuvent provoquer une grande crise de réfugiés ».

#### Organisations internationales
Nations unies : Michelle Bachelet, chef du Haut-Commissariat des Nations unies aux droits de l'homme, a déclaré : « Nous sommes préoccupés par le fait que la nouvelle loi de 2019 sur la citoyenneté de l'Inde est de nature fondamentalement discriminatoire. La loi est «fondamentalement discriminatoire » et sape l'engagement de l'Inde envers le droit international et la Constitution de l'Inde
Organisation de la coopération islamique: L'OCI a déclaré dimanche qu'elle suivait « de près » les récents évènements « affectant » les musulmans en Inde, alors qu'elle exprimait ses préoccupations au sujet de la loi d'amendement sur la citoyenneté et du verdict dans l'affaire Ayodhya,.
 Union européenne : Le nouvel ambassadeur de l'Union européenne en Inde Ugo Astuto a déclaré : « La constitution indienne garantit l'égalité devant la loi et interdit la discrimination et ce sont des principes que nous partageons, l'UE et l'Inde. Je suis convaincu que le résultat de cette discussion (sur le projet de loi au Parlement) sera conforme aux normes élevées fixées par la constitution indienne. »

## Manifestations pro-CAA
Des rassemblements et des manifestations en faveur du projet de loi d'amendement sur la citoyenneté ont eu lieu à New Delhi, Bombay, Nagpur,, Bangalore, Dehradun, etc. Des manifestations contre la CAA ont été condamnées lors de ces rassemblements.

### Inde

#### Assam
Un rassemblement massif a été organisé par le BJP pour soutenir le Citizenship Amendment Act à Morigaon. le 27 décembre, auquel ont participé plus de 50 000 civils, y compris des travailleurs du BJP. De nombreux législateurs de l'État ont également participé au rassemblement. Il était dirigé par le ministre en chef de l'Assam Sarbananda Sonowal et le ministre des Finances de l'État Himanta Biswa Sarma. Le rallye de 4 km qui a commencé à partir de la cour de récréation du collège Jagiroad s'est terminé au terrain de jeu de l'école primaire de Kahikuchi. Asom Gana Parishad et les leaders du Front populaire du Bodoland ont également pris part au rassemblement.

#### Bangalore
Un rassemblement s'est tenu à Bangalore intitulé «L'Inde soutient la CAA» (India Supports CAA) le 22 décembre 2019.

#### Pune
La chaîne humaine pour soutenir la CAA a été formée en Pune. Des étudiants de Fergusson College, Université Savitribai Phule de Pune et d'autres instituts ont pris part aux manifestations.

#### Delhi
Dans la capitale indienne, plus de 1 000 académiciens ont publié une déclaration à l'appui de la CAA. Les signataires comprenaient Swapan Dasgupta, Shishir Bajoria, journaliste Kanchan Gupta et JNU faculté et administration, y compris le professeur Amin ul-Hasanat, Le doyen des étudiants JNU Umesh Ashok Kadam et le registraire JNU Pramod Kumar. Le syndicat des étudiants de l'université de Delhi a également soutenu la CAA qui a été condamnée par d'autres syndicats étudiants.

#### Gujarat
Au Gujarat, des étudiants de l'université Maharaja Sayajirao de Baroda et Veer Narmad South Gujarat University ont organisé un rassemblement pour soutenir la CAA les 18 et 19 décembre 2019,. Le 24 décembre, une grande réunion a été organisée à Ashram de Sabarmati, Ahmedabad, à laquelle ont assisté des milliers de personnes. Le ministre en chef du Gujarat, Vijay Rupani, était présent lors de l'événement et a déclaré que le Gujarat mettra définitivement en œuvre le CAA,. Il a également dit que les musulmans ont 150 pays à parcourir alors que les hindous n'en ont qu'un.
Nitinbhai Patel, vice-ministre en chef du Gujarat, a dirigé le rassemblement à Mehsana. Jitu Vaghani, président de l'État du BJP, a participé au rassemblement organisé à Vadodara. Un rassemblement similaire a été organisé à Godhra. Les dirigeants et ministres du BJP ont pris part aux différents rassemblements organisés dans les 33 districts du Gujarat.

#### Calcutta
Le 23 décembre, les médecins de Calcutta ont organisé un rassemblement en soutien à la CAA. Un rassemblement à Calcutta a été dirigé par le président national du BJP, Jagat Prakash Nadda, auquel ont participé des réfugiés indiens du Pakistan et du Bangladesh,.

### Autres pays

#### États-Unis
Les Indo-Américains ont organisé un rassemblement pro-CAA devant le consulat indien de Houston le 20 décembre 2019. Ils ont également organisé un autre rassemblement à Parc Victor Steinbrueck, Seattle et Capitole de l'État du Texas, Austin le 22 décembre 2019.
Le 22 décembre 2019, les rassemblements ont également eu lieu à Parc Ted Kaltenbach, Dublin, Ohio et à Parc Nash Square, Raleigh. Dans cette manifestation, les habitants portaient des pancartes sur lesquelles « les NRI soutiennent la CAA » et « Arrêtez la violence, arrêtez la haine et l'Inde est un État laïque ».

## Sondage d'opinion
À la mi-décembre, une enquête ABP-CVoter Survey On Citizenship Act, menée auprès de plus de 3 000 citoyens du 17 au 19 décembre auprès d'un échantillon de plus de cinq cents personnes chacune en Assam, dans le nord-est et dans la communauté musulmane de l'Inde, a révélé que 62 % des Indiens soutiennent CAA, avec 65 % des répondants souhaitent que le CNRC soit mis en œuvre à travers le pays,. Parmi les musulmans interrogés, 63 % étaient contre la loi, 35 % l'ont appuyée et 1 % ont déclaré qu'ils ne savaient pas ou ne pouvaient pas commenter. Alors que parmi les hindous, 67 % soutenaient la loi et 32 % s'y opposaient.
L'angoisse économique est citée comme l'une des raisons expliquant le soutien d'une majorité Assamais au NRC : « nous avons deux millions de paysans sans terre et un taux de chômage de 15 %. Les gens sont pris dans une lutte pour survivre ».

## Attitude des médias
D'après la journaliste Teesta Setalvad, du mouvement Citizen for Justice and Peace, « une grande partie de la télévision indienne est entrée dans une surenchère islamophobe avec l’arrivée de Narendra Modi au pouvoir ». Certaines grandes chaines de télévision, comme Republic TV et ZeeNews, appartiennent à des proches du Premier ministre, et d'autres diffusent des contenus islamophobes et sensationnalistes afin d'augmenter leurs audiences.
Le rapport The Wages of Hate, paru en septembre 2020, montre comment une partie des médias indiens ont relayé la propagande gouvernemental et nationaliste hindoue décrivant les manifestations comme séditieuses. « Le désir de caractériser les manifestants comme des dissidents dans le cadre d’une “conspiration” visant à « diffamer la nation » est évident dans plusieurs reportages […] Ainsi en est-il du cas d’Ardra Narayan, arrêtée devant la mairie de Bangalore pour avoir prétendument crié « Vive le Pakistan ». L’accusation venait de membres de groupes d’extrême droite et ne s’appuyait sur aucune preuve. Pourtant, les journalistes et les présentateurs ont choisi d’en parler comme un fait incontestable. »

## Analyses
Selon Yashwant Sinha, ancien administrateur, Ministre des finances et Ministre des affaires extérieures sous les Premiers ministres Chandra Shekhar et Atal Bihari Vajpayee respectivement, les troubles observés sont également dus à la crise économique que traverse le pays où la question du CAA-NRC a déclenché cette crise. L'économie indienne a connu une baisse du taux de croissance, une augmentation de l'endettement des ménages, de l'inflation et des inégalités économiques. Raghuram Rajan, économiste indien et 23e gouverneur de la Banque de réserve de l'Inde, l'attribue à une « centralisation extrême du pouvoir » sous le Premier ministre Narendra Modi.
Les données Oxfam Inde indiquent que le 1 % le plus riche de la population sur la richesse du pays est passé de 58% à 73 % entre 2018-2019, tandis que la richesse des 50 % les plus pauvres a augmenté de 1 %. Selon Nisha Agarwal, PDG d'Oxfam Inde, « le boom du milliardaire n'est pas le signe d'une économie florissante mais le symptôme d'un système économique défaillant ».
Les manifestants ont protesté contre la détresse économique et exprimé leur soutien aux syndicats s'opposant aux « politiques anti-travail » du gouvernement,. Les agriculteurs et les syndicats ont manifesté contre les politiques économiques du gouvernement et ont également demandé le retrait de la CAA et du processus NRC-NPR associé. Divers partis d'opposition soutenant les manifestations ont annoncé qu'ils évoqueraient la crise économique comme un problème de protestation aux côtés de la CAA et du NRC. Plusieurs dirigeants de l'opposition et des manifestants ont déclaré que la question de la CAA et du NRC avait été amenée à détourner le discours politique de la situation économique du pays,,.

## Controverses

### Expulsion d'étudiants allemands
Le lundi 23 décembre, Jakob Lindenthal, un étudiant allemand de Université technique de Dresde dans le cadre d'un programme d'échange à l'IIT-Madras, a été invité par le Bureau de l'immigration à Chennai à quitter le pays en raison d'une violation de la réglementation sur les visas,. En réponse à son expulsion, ChintaBAR, un groupe étudiant de gauche à l'institut, a exprimé sa solidarité avec Lindenthal.

### Expulsion d'une touriste norvégienne
Le 27 décembre, Janne-Mette Johansson, une touriste norvégienne, s'est vu ordonner de quitter l'Inde alors même que, quelques jours plus tôt, la police indienne lui avait donné « l'assurance orale » qu'elle pouvait se joindre aux manifestations pacifiques contre cette législation controversée à Cochin. Selon un responsable de l'immigration indienne interrogé par l'agence Press Trust of India, Janne-Mette Johansson « a enfreint les règles des visas ».

### Manifestations illégales à Singapour
La police de Singapour le 24 décembre enquête sur un ressortissant indien de 32 ans pour avoir participé à « une assemblée publique sans permis de police » dans le quartier financier et touristique du bord de mer de Marina Bay pour protester contre la loi sur la citoyenneté.

### Campagne d'appels téléphoniques par les dirigeants du BJP
Plusieurs dirigeants du BJP, dont le ministre de l'Intérieur Amit Shah, avaient rendu public un numéro de téléphone, demandant aux gens d'appeler le numéro pour exprimer leur soutien à la CAA. De nombreux témoignages sur les réseaux sociaux, faisant semblant d'être des femmes seules et ennuyées, ont été vus partageant le même numéro et demandant aux gens d'appeler, avec l'intention d'augmenter le nombre de partisans de la CAA. Le numéro a également été partagé, offrant un abonnement de six mois au site de streaming Netflix gratuitement. Netflix a qualifié l'offre de fausse.

### Vidéo fallacieuse
Des vidéos de «Naga Sadhu» célébrant à Kumbh Mela à Prayagraj en mars 2019 ont été partagées et devenues virales sur les réseaux sociaux, affirmant à tort qu'il s'agissait d'une vidéo d'hindous participant au rassemblement soutenant la CAA.